# Chapter Seven: Kiss of the Spider Woman
«Chapter Seven: Kiss of the Spider Woman» —en español: «Capítulo 7: El beso de la mujer araña»— es el séptimo episodio de la primera temporada de la serie de televisión Katy Keene, emitiéndose el 19 de marzo de 2020. El episodio fue escrito por Roberto Aguirre-Sacasa y dirigido por Gregory Smith. Se centró en el musical Beso de la Mujer Araña escrito por John Kander y Fred Ebb, que también se basó en la novela de Manuel Puig. Es el primer episodio musical de la serie.

## Argumento
Patricia le pide a Katy que diseñe su vestido de novia, haciéndola sentir incómoda después de acostarse con Errol, quien le dice que cancelará la boda si ella quiere estar con él. Gloria también la está presionando para que cree el vestido. Jorge está siendo presentado por Françoise como su «madrina drag» y expresa sus deseos de actuar El beso de la mujer araña, como solista. Pepper se las arregla para preparar un espectáculo en la Planta Pepper y ganar inversores, pero nadie muestra interés. Pepper pide a Xandra y Alex que sean inversores, pero Alex sólo accede si Josie consigue interpretar el papel principal. Katy le pide ayuda a Guy LaMontagne y le dice a Patricia que debe usar uno de sus vestidos, haciéndola menos culpable por lo que pasó, y Patricia acepta ya que le encanta el vestido. Josie y Jorge actúan juntos como la Mujer Araña, haciéndole sentir libre cuando su padre finalmente se entera de la verdad sobre él, aunque no le apoye totalmente para que sea una drag queen. Mientras Jorge y Bernardo caminan juntos después del show, siendo rodeados por cuatro hombres homofóbicos, que los golpean.

## Elenco y personajes
| - Lucy Hale como Katy Keene - Ashleigh Murray como Josie McCoy / La mujer araña - Katherine LaNasa como Gloria Grandbilt - Julia Chan como Pepper Smith - Jonny Beauchamp como Jorge / Ginger Lopez / Luis Molina / La mujer araña - Lucien Laviscount como Alexander «Alex» Cabot - Zane Holtz como K.O. Kelly - Camille Hyde como Alexandra «Xandra» Cabot - Nathan Lee Graham como Francois - Heléne Yorke como Amanda - Daphne Rubin-Vega como Luisa Lopez - Luke Cook como Guy LaMontagne - Saamer Usmani como Errol Swoon - Erica Pappas como Patricia Kline - Ryan Faucett como Bernardo - Frank Pando como Luis Lopez | - Candace Maxwell como Didi - Ashanti J'Aria como Booker de talentos - Eric Schell como Lead Thug - Ty Molbak como Courier |

## Recepción

### Audiencia
En su emisión original en Estados Unidos, «Chapter Seven: Kiss of the Spider Woman» fue visto por 460.000 espectadores y obtuvo una cuota de audiencia de 0,1/1 entre los adultos de 18 a 49 años, según Nielsen Media Research.

### Críticas
Chris Cummins de Den of Geek le dio al episodio un 5/5, diciendo: «Este último episodio combinó todos estos temas en un todo cohesivo, resultando en una hora de televisión que tuvo momentos de gracia tangible entre toda la música. Escrito por el maestro del Archieverso Roberto Aquirre-Sacasa, presenta una versión bravura (si bien truncada) de El beso de la mujer araña, que permite que los temas de amor, destino y peligro de ese musical se reflejen en las experiencias de nuestros protagonistas».